# عصام جميل
عصام يوسف جميل (ولد في الخبر) نحات سعودي، يمارس النحت على الحجر والخشب والطين والرمل. قدم العديد من الأعمال التي تحمل رسائل في الجانب الاجتماعي، الرومنسي، الديني، السياسي، التوعوي، الاجتماعي، الجمالي وغيرها. لديه أكثر من 100 منحوتة من أحجام مختلفة ومنوعة بين الخشب والحجر والطين والرمل.

## التعليم
حاصل على بكالوريوس علم نفس ودبلوم سكرتير تنفيذي.

## المعروضات
تعرض بعض من منحوتاته في السعودية، وبعض الدول الأجنبية، وله منحوتات من الخشب في متحف كاتمندو بنيبال، وأخرى في الصين وأميركا وكمبوديا، وكذلك منحوتة من الرخام في جامعة فيلادلفيا بالأردن، ومنحوتات في مصر والمغرب وسلطنة عمان. وفي السعودية له أعمال معروضة في عدد من الميادين المختلفة، ومنها: منحوتة في ميدان الدوادمي وأخرى في مركز الملك عبد العزيز الثقافي العالمي بالظهران (إثراء)، وكذلك «نجمة» في رأس تنورة، ومنحوتة ميدانية في أرامكو السعودية بالظهران.

## مشاركات
- سمبوزيوم الحوار الوطني الرياض 2020[4]
- سمبوزيوم النحت طويق الدولي  بالرياض 2020
- سمبوزويوم البحر الاحمر الدولي  بجدة 2019.[6]
- سمبوزيوم مسك آرت الدولي بالرياض 2019
- مشرف ومشارك في سمبوزيوم النحت بحديقة النورس بالخبر 2019
- يوم الخشب العالمي في غراس – النمسا 2019
- معرضي الشخصي الثاني في مسقط – سلطنة عمان 2019
- مشرف ومشارك في سمبوزيوم نقوش الجبيل 2019.[5]
- المشاركة في يوم الخشب العالمي في سيم ريب – مملكة كمبوديا 2018م.
- سمبوزيوم نقوش الخبر 2018
- سمبوزيوم ديون الدولي بالمملكة الأردنية الهاشمية 2017م.
- المشاركة في يوم الخشب العالمي في الصين ( الحزام والطريق) 2017
- المشاركة في يوم الخشب العالمي في لوس انجلوس_ لونج بيج الولايات المتحدة الأمريكية 2017م
- مخيم النحاتين الدولي بصحار _ سلطنة عمان2017م.
- ملتقى الرابطة العربية للفنون الدولي بالأقصر - جمهورية مصر العربية 2017م.
- معرضي الشخصي الأول بشركة ارامكو السعودية _ بقيق 2016م.
- المشاركة في ملتقى الإبداع بجامعة محمد الخامس بالرباط – كلية علوم التربية 2016م.
- المشاركة في الملتقى الدولي لفناني القصبة الدولي  بورزازات – المملكة المغربية 2016.
- المشاركة  في يوم الأخشاب العالمي بكاتمندو- جمهورية النيبال 2016م.
- سمبوزيوم النحت الأول الدولي بالدوادمي 2012.
- مسابقة السفير بوزارة الخارجية السعودية 2011.
- ملتقى التشكيليين العربي السادس بالدوادمي 2011.
- سمبوزيوم النحت الدولي بارامكو السعودية 2010
- المعرض العام السابع عشر للفن السعودي المعاصر في الفنون الجميلة بالرياض 2010.
- مسابقة ملون السعودية ( الخطوط العربية السعودية) الخامسة 2010.
- المشاركة في المعرض السعودي الأول للأعمال ثلاثية الأبعاد بالرياض في 2006.
- المشاركة في المعرض التشكيلي بمملكة  البحرين 2004مـ.[4]